# Comité Europeo de Normalización Electrotécnica
El Comité Europeo de Normalización Electrotécnica (en francés: Comité Européen de Normalisation Electrotechnique; CENELEC) es el responsable de la normalización europea en las áreas de ingeniería eléctrica. Junto al ETSI (telecomunicación) y al CEN (otras áreas técnicas), forma parte del sistema europeo de normalizaciones técnicas. Aunque trabaja activamente para la Unión Europea, no es una institución de la CEE. Los trabajos del CENELEC están basados fundamentalmente en publicaciones IEC (Comisión Electrotécnica Internacional), aunque también se elaboran normas por los propios canales técnicos del CENELEC. Cuando se logra un acuerdo total entre los países europeos sobre las normas elaboradas por el CENELEC, se denominan "Norma Europea" (EN). Si existen diferencias se puede obtener un "Documento de Armonización" (HD).

## Historia
El comité se fundó en 1973, y agrupó las organizaciones CENELCOM y CENEL, que eran antes responsables de la normalización electrotécnica. Es una organización no lucrativa bajo la ley de Bélgica y tiene su sede en Bruselas. 

## Estructura
Su estructura está formada por:
- Asamblea General
- Equipo Administrativo
- Equipo Técnico
- Comités Técnicos.

Estos últimos son los responsables de preparar las normas y están compuestos por delegaciones nacionales designadas por miembros del CENELEC. Entre comités técnicos, subcomités y grupos de trabajo suman un total de 299.

## Miembros y afiliados (2013)
Son miembros del CENELEC 33 países:
Austria, Bélgica, Bulgaria, Croacia, Chipre, República Checa, Dinamarca, Estonia, Finlandia, Macedonia del Norte, Francia, Alemania, Grecia, Hungría, Islandia, Irlanda, Italia, Letonia, Lituania, Luxemburgo, Malta, Países Bajos, Noruega, Polonia, Portugal, Rumanía, Eslovaquia, Eslovenia, España, Suecia, Suiza, Turquía y Reino Unido.
Además, 13 países están afiliados al organismo: Albania, Bielorrusia, Bosnia-Herzegovina, Egipto, Georgia, Israel, Jordania, Libia, Montenegro, Marruecos, Serbia, Túnez y Ucrania.